# Hebia flavipes
Hebia flavipes là một loài ruồi trong họ Tachinidae.